# Білява (притока Чапуньки)
Білява — річка у Ів'євському районі, Гродненська область, Білорусь. Права притока річки Чапуньки (басейн Німану).

## Опис
Довжина річки 10 км. Річище звивисте, у верхів'ї (2,2 км) та пригирловій частині (4,2 км) каналізоване, приймає стоки з меліоративних каналів.

## Розташування
Бере початок біля села Кості. Тече переважно на південний схід і за 0,5 км на південно-західній стороні від села Забілавці впадає у річку Чапуньку, праву притоку річки Березини.